# Uithandengeving
Uithandengeving (Frans: dessaisissement) is een procedure in het Belgisch jeugdrecht waarbij strafrechtelijk minderjarigen vervolgd en bestraft kunnen worden als volwassenen.
De regeling is opgenomen in artikel 57bis van de Jeugdbeschermingswet en artikel 31 van de Voorafgaande titel van het Wetboek van strafvordering.

## Voorwaarden
De jeugdrechter kan slechts beslissen tot uithandengeving ten aanzien van jongeren die 16 of 17 jaar oud waren op het tijdstip van de feiten en voor wie een opvoedingsmaatregel niet langer geschikt is. Ook is vereist dat de ten laste gelegde feiten in aanmerking komen voor uithandengeving (doodslag, verkrachting...). Ook terroristische misdrijven zoals in art. 136bis Sw. en volgende komen in aanmerking voor uithandengeving.
Vanaf 1 september 2022 zullen de voorwaarden als volgt gelden:
De feiten moeten gepleegd zijn door adolescenten van 16 of 17 jaar en de maatregelen die de jeugdbeschermingsmaatregelen vooropstelt worden niet meer geschikt geacht. Daarnaast kan dit enkel voor feiten die indruisen tegen het internationaal humanitair recht, terroristische misdrijven. Als het niet gaat om zulke feiten, zal er eerst sprake geweest moeten zijn van een eerdere sanctie van gesloten begeleiding in een vorig dossier én het moet gaan om feiten zoals moord, doodslag, verkrachting, aanranding van de eerbaarheid... en alle verschillende kwalificaties daarrond.

## Gevolgen
Na uithandengeving kan de jongere vervolgd en berecht worden als een volwassene (voorlopige hechtenis, gevangenisstraf...). Hij zal verschijnen voor een bijzondere kamer van de jeugdrechtbank, samengesteld uit twee jeugdrechters en een correctionele rechter (tenzij het hof van assisen bevoegd is).
Wie eenmaal uit handen is gegeven, valt ook voor andere feiten niet langer onder het jeugdbeschermingsrecht.